# بزدیکوف پود ترمشینم
بزدیکوف پود ترمشینم (به چکی: Bezděkov pod Třemšínem) یک منطقهٔ مسکونی در جمهوری چک است که در ناحیه پریبرام واقع شده‌است.